# Morvois
El Morvois fou una comarca francesa de l'edat mitjana centrada a Pont-sur-Seine, esmentada el 574 com Duodecim Pontes (Dotze Ponts) en al·lusió a la via que permetia travessar el riu; el territori formava el pagus Mauripensis, citat per primer cop el 841, que s'anomena Morvois en la forma francesa (Mauri pasa a mori iensis a ois) agafat del Mauriopis vicus (citat el 587); la part meridional del pagus constituïa el mont Mauriopes i potser el vicus estava situat a la muntanya o rodalia. La Taula de Peutinger situa allí Riobe que podria ser uns transcripció parcial de Mau Riobe (Mauriobe, a l'època merovíngia la "p" va passar a "b").
Apareix esmentat com a comtat per primer cop el 841 sota un comte Eccard que va governar uns vint anys (vers 840-859) i era senyor de Perrecy (839-877); Eccard fou després comte de Chalon (863-877) i de Mâcon (870-877). A finals del segle X apareix Gueric I el fill del qual Gueric II "le Sor" (forma antiga de "el Ros") conegut com a Gueric II d'Avesnes, va morir el 1066. Era net de Berta de Morvois (també àvia de Gerard del Rosselló); vers 1020 va ocupar Leuze on fou castellà pel comte de Flandes, i se li va atorgar el comtat de Burbant.